# Giancarlo Beltrami
Giancarlo Beltrami (Milano, 28 aprile 1937 – Cinisello Balsamo, 26 settembre 2022) è stato un calciatore e dirigente sportivo italiano, di ruolo centrocampista.

## Carriera
Crebbe nelle giovanili del Milan ed esordì nel campionato di Serie A l'11 maggio 1958 in Fiorentina-Milan 4-3, a ventuno anni. Passò nell'estate successiva al Verona, appena retrocesso in Serie B, con cui disputò due campionati da titolare. Scese ulteriormente di categoria nel 1960, vestendo per una stagione la maglia del Bolzano e tornando in Serie B l'anno successivo per vestire la maglia del neopromosso Cosenza.
La stagione 1962-63 la iniziò dapprima con il Livorno, ma nell'ottobre del 1962 iniziò una fortunata parentesi nel Varese del presidente Giovanni Borghi, il "mister Ignis" che portò la squadra dalla Serie C alla Serie A in sole due stagioni con la guida di Ettore Puricelli. Dopo due anni nella massima serie, scese di nuovo in Serie C al Monza, con cui conquistò la promozione in Serie B. Si ritirò nel 1969, all'età di trentadue anni.

## Dopo il ritiro
Dopo il ritiro è stato direttore sportivo, dal 1977 al 1993, dell'Inter di Ivanoe Fraizzoli prima ed Ernesto Pellegrini poi. Il 27 settembre 2022 è morto all'età di 85 anni.

## Statistiche

### Presenze e reti nei club
| Stagione             | Squadra              | Campionato           | Campionato | Campionato | Coppe nazionali | Coppe nazionali | Coppe nazionali | Coppe continentali | Coppe continentali | Coppe continentali | Altre coppe | Altre coppe | Altre coppe | Totale | Totale |
| Stagione             | Squadra              | Comp                 | Pres       | Reti       | Comp            | Pres            | Reti            | Comp               | Pres               | Reti               | Comp        | Pres        | Reti        | Pres   | Reti   |
| -------------------- | -------------------- | -------------------- | ---------- | ---------- | --------------- | --------------- | --------------- | ------------------ | ------------------ | ------------------ | ----------- | ----------- | ----------- | ------ | ------ |
| 1957-1958            | Milan                | A                    | 1          | 0          | CI              | ?               | ?               | CdC                | 0                  | 0                  | -           | -           | -           | ?      | ?      |
| 1958-1959            | Hellas Verona        | B                    | 34         | 2          | CI              | ?               | ?               | -                  | -                  | -                  | -           | -           | -           | ?      | ?      |
| 1959-1960            | Hellas Verona        | B                    | 35         | 1          | CI              | ?               | ?               | -                  | -                  | -                  | -           | -           | -           | ?      | ?      |
| Totale Hellas Verona | Totale Hellas Verona | Totale Hellas Verona | 69         | 3          |                 | ?               | ?               |                    |                    |                    |             |             |             | ?      | ?      |
| 1960-1961            | Bolzano              | C                    | ?          | ?          | -               | -               | -               | -                  | -                  | -                  | -           | -           | -           | ?      | ?      |
| 1961-1962            | Cosenza              | B                    | 28         | 2          | CI              | ?               | ?               | -                  | -                  | -                  | -           | -           | -           | ?      | ?      |
| 1962-1963            | Livorno              | C                    | 1          | 0          | -               | -               | -               | -                  | -                  | -                  | -           | -           | -           | 1      | 0      |
| 1962-1963            | Varese               | C                    | 15         | 0          | -               | -               | -               | -                  | -                  | -                  | -           | -           | -           | 15     | 0      |
| 1963-1964            | Varese               | B                    | 36         | 0          | CI              | ?               | ?               | -                  | -                  | -                  | -           | -           | -           | ?      | ?      |
| 1964-1965            | Varese               | A                    | 29         | 0          | CI              | ?               | ?               | -                  | -                  | -                  | -           | -           | -           | ?      | ?      |
| 1965-1966            | Varese               | A                    | 18         | 0          | CI              | ?               | ?               | -                  | -                  | -                  | -           | -           | -           | ?      | ?      |
| Totale Varese        | Totale Varese        | Totale Varese        | 98         | 0          |                 | ?               | ?               |                    |                    |                    |             |             |             | ?      | ?      |
| 1966-1967            | Monza                | C                    | 32         | 0          | -               | -               | -               | -                  | -                  | -                  | -           | -           | -           | 32     | 0      |
| 1967-1968            | Monza                | B                    | 38         | 0          | CI              | ?               | ?               | -                  | -                  | -                  | -           | -           | -           | ?      | ?      |
| 1968-1969            | Monza                | B                    | 17         | 0          | CI              | ?               | ?               | -                  | -                  | -                  | -           | -           | -           | ?      | ?      |
| Totale Monza         | Totale Monza         | Totale Monza         | 87         | 0          |                 | ?               | ?               |                    |                    |                    |             |             |             | ?      | ?      |
| Totale carriera      | Totale carriera      | Totale carriera      | ?          | ?          |                 | ?               | ?               |                    | 0                  | 0                  |             |             |             | ?      | ?      |

## Palmarès

### Club

#### Competizioni nazionali
- Campionato italiano Serie C: 2

Varese: 1962-1963 (girone A)
Monza: 1966-1967 (girone A)
- Campionato italiano di Serie B: 1

Varese: 1963-1964